# منشور نیکول

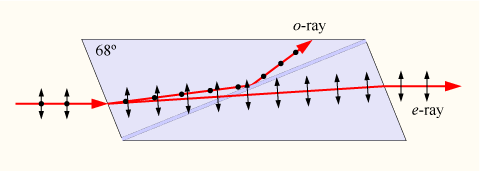

ویلیام نیکول در سال ۱۸۲۸ قطعه‌ای از کریستال کلسیت طبیعی را انتخاب کرد که به شکل متوازی السطوحی با زاویه حاده ۷۱ درجه بود (ساختار هندسی توده کلسیت به صورت متوازی السطوح است).
نیکول برشهایی را در دو طرف کریستال ایجاد کرد، تا جایی که زاویه ۷۱ درجه به ۶۸ درجه کاهش یافت. سپس کریستال را در امتداد قطر کوچک آن به دو قسمت تقسیم کرد و با چسبی بنام صمغ کانادا (Canada Balsam) که چسبی شفاف برای نور مرئی است و ضریب شکست آن برای نور زرد ۱٫۵۵ می‌باشد، این دو قطعه را به هم وصل کرد. بدین ترتیب، کلسیت به منشور بی‌رنگی بنام منشور نیکول تبدیل می‌شود.